# Grądzkie (województwo warmińsko-mazurskie)
Grądzkie (niem. Funken, do 1938 r. Grondzken) – wieś w Polsce, położona w województwie warmińsko-mazurskim, w powiecie giżyckim, w gminie Wydminy.
W latach 1975–1998 miejscowość należała administracyjnie do województwa suwalskiego.
Leży nad jeziorem Gawlik.

## Nazwa
16 lipca 1938 r. w miejsce nazwy Grondzken wprowadzono nazwę Funken. 12 listopada 1946 r. nadano miejscowości polską nazwę Grądzkie.

## Historia
W 1933 r. w miejscowości mieszkało 498 osób, a w 1939 r. – 453 osoby.